# Mordechaj Almog

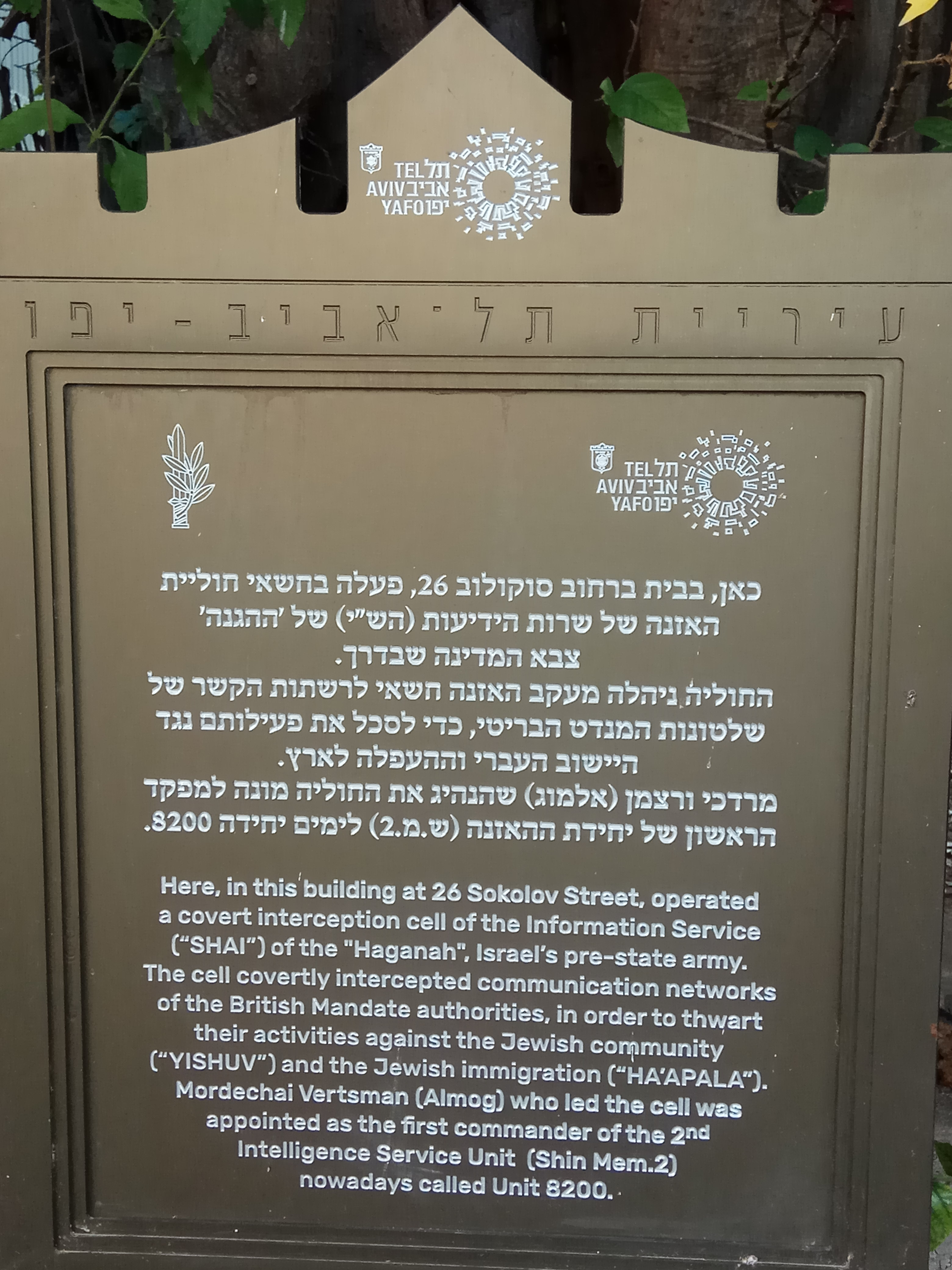
Odsłonięta w 2019 roku tablica uapmiętniająca Mordechaja Almoga i jego pierwszą bazę nasłuchową, przy ulicy Sokołow 26 na Jaffie w Tel Awiwie

Mordechaj Almog (hebr. מרדכי אלמוג, ur. jako Mordechaj Wertsman 7 lipca?/20 lipca 1917, zm. 8 października 2005) – izraelski kryptolog, organizator pierwszych baz nasłuchu Jednostki 8200 i pierwszy jej dowódca.

## Życiorys
Był synem Hanocha i Ruty Wertsmanów, urodził się Płoskirowie w Imperium Rosyjskim (obecnie miasto Chmielnicki na Ukrainie). Po pogromie Żydów, w 1919 roku rodzina Wertsmanów uciekła do Besarabii. W tym czasie rodzice podjęli już decyzje o przyszłej emigracji na Bliski Wschód, dlatego zorganizowali synom lekcje hebrajskiego u prywatnego korepetytora. Rodzina ostatecznie wyemigrowała do na ziemie przyszłego Izraela w 1933 roku. Zamieszkali w Tel Awiwie. Mordechaj uczył się w gimnazjum w Herzlijji. W tym czasie wstąpił do Hagany, gdzie odbył kurs łącznikowy około 1935 roku. Następnie w imieniu Agencji Żydowskiej został wysłany na kurs radiotelegrafii w brytyjskiej policji, po kursie został zatrudniony na stanowisku radiotelegrafisty w policji Safed. W trakcie służby został oskarżony o zabicie Araba, doszło do procesu w którym bronił go adwokat Aharon Heter-Yishai, który wygrał sprawę. Jednak Mordechaj zrezygnował z pracy w brytyjskiej policji. Po odejściu zorganizował w swoim mieszkaniu przy ulicy Sokolow 26 w Jafie punkt nasłuchowy gdzie, nasłuchiwał na  częstotliwościach przydzielonych brytyjskiej policji, transmisje radiowe. Początkowo Almog deszyfrował wiadomości na podstawie informacji na temat łamania szyfrów od wyższego rangą pracownika policji, który przekazywał kody do łamania szyfrów w zawiniątku wewnątrz długopisu podczas spotkań w pobliskiej kawiarni. Działalność podsłuchowa była możliwa od czasu, gdy Brytyjczycy zaczęli rozmieszczać w całym terytorium Mandatu Palestyny sieć radiową opartą na transmisji radiowej z standardowym kodzie Morse'a. Transmisje te były łatwe do zarejstrowania jednak zaszyfrowane i wymagały tajnego klucza skryptu, który zamieniał litery w sekwencji znaczących słów. Odszyfrowanie wymagało to przykładu co najmniej jednego odszyfrowanego słowa. Instruujący Almoga szybko jednak przestał przychodzić na spotkania w kawiarni, jednak Almog był już wtedy w stanie samodzielnie rozszyfrować brytyjskie komunikaty. Z czasem udało mu się zorganizował do pracy kilku wolontariuszy, których wyszkolił powielając punkty nasłuchowe i deszyfrujące analogiczne do własnego. Wraz z wybuchem wojny o niepodległość Izraela, Almog otrzymał rozkaz rezygnacji z podsłuchiwania Brytyjczyków, gdyż w przypadku nagłośnienia jego działalności mogło to zaszkodzić procesowi przekształcania Mandatu Palestyny w państwo Żydów. Nalegał jednak, aby nadal pozwolono mu pozostawić choć jeden punkt nasłuchowy  z dwoma radiopoperatorami. Decyzji o likwidacji podsłuchów ostatecznie przywództwo Hagany nie egzekwowało, dzięki czemu Almog mógł potem poinformować Issera Harela – ze Służby Bezpieczeństwa Szin Bet, że siły Legionu Arabskiego przygotowują się do ataków na osady żydowskie. Po zaznajomieniu z warsztatem pracy nasłuchowej, Harel był zszokowany widząc, że za pomocą radiowego odbiornika nasłuchowego działającego w skromnych warunkach, w zwykłym mieszkaniu zdołano pozyskać tak poważne informacje wojskowe. Skłoniło go to do dofinansowania prac zespołu Alonga kwotą 1500 funtów. Jednak ważniejszą decyzją, która zapadła niedługo potem, było włączenie nasłuchowni Almoga w struktury wojskowe – pod nazwą „S.M.2”. Po dofinansowaniu powstało kilka dodatkowych stanowisk nasłuchu w Jafie, co umożliwiło poszerzenie zasięgu operacyjnego oraz przygotowywanie kilku zestawów punktów mobilnych, które sprawdzały się w pracy poza Izraelem. W rozmowach na temat porozumień rozejmowych pod koniec wojny o niepodległość prowadzonych na wyspie Rodos, zastępca Almoga – Abraham Iloni zdołał podsłuchać narady strony egipskiej. Uzyskano m.in. informacje o decyzji Egipcjan o wycofaniu się z pustyni Negew, co dało przewagę negocjacyjną Izraelowi. Po wojnie punkty nasłuchowe Almoga odwiedził premier David Ben-Gurion i poprosił Almoga o przedstawienie potrzeb w celu rozszerzenie działalności. Almog wystąpił wówczas o około 200 000 dolarów, rząd przekazał ostatecznie połowę tej kwoty. Ben–Gurionowi asystował Icchak Wertsman (brat Almoga), który był głównym oficerem łącznikowym w latach 1949–1954. W 1952 roku Icchak Wertsman wysłał Yomiego Einiego, aby stanął na czele rady osadniczej Ramat Hasharon, w celu przekształcenia obozu Nahal na północy Herzlijji w jednostkę wojskową. Dwa lata później stacje nasłuchowe z Jafy utworzone przez Almoga przeniosły się tam i zostały włączone do struktur wywiadu izraelskiego. Bazę nazwano Obozem Glilot (nazywany był również „Skrzyżowaniem” ze względu na duży węzeł drogowy w sąsiedztwie). Centrala Jednostki 8200 do dziś znajduje się w tym miejscu. Po przejściu Mordechaja Almoga na emeryturę, od 1957 jego brat szefował Obozowi Glilot. Sam Almog po przejściu na emeryturę na początku lat 60. XX wieku zajął się turystyką – dołączył do biura podróży „Ophir Tours”, które zajmowało się m.in. organizacją wycieczek do Izraela i promocją kraju w świecie, ostatecznie stał się jego właścicielem. Sześć lat przed śmiercią, w 1999 roku Moredechaj Almog został awansowany na stopień pułkownika w uznaniu jego wkładu w powstanie Jednostki 8200.

## Życie prywatne
Almog był żonaty z Hannah z domu Janover (ur. 1921 – zm. 1996). Mieli dwóch synów, Mordechaja i Roniego. Przez dłuższy czas, od kiedy Almog rozpoczął podsłuchiwać Brytyjczyków, przebywająca w tym czasie w tym samym mieszkaniu rodzina, nie była wtajemniczona w działania ojca. Rodzinny grób Almogów znajduje się na cmentarzu miejskim Kirjat Sza’ul w Tel Awiwie.